# Bulbophyllum atrolabium
Bulbophyllum atrolabium là một loài phong lan thuộc chi Bulbophyllum.